# Паоло Боначеллі
Пао́ло Боначе́ллі (італ. Paolo Bonacelli; 28 лютого 1939, Чивіта-Кастеллана, Королівство Італія) — італійський актор театру і кіно.

## Біографія
Закінчив Академію драматичного мистецтва в Римі.
У театрі особливо значними виявилися ролі в спектаклях «Обломов» (1986, реж. Beppe Навелло), «Il ratto di Proserpina» (1986, реж. Guido De Monticelli), «Terra di nessuno» Гарольда Пінтера (1994, реж. Guido De Monticelli), «Мандрагора» Нікколо Макіавеллі (1996), «Генріх IV» Шекспіра (2007).
Найбільш відома з кіноролей — герцог у драмі «Сало, або 120 днів Содому» П. П. Пазоліні. Грав також у фільмах Мікеланджело Антоніоні, Даріо Ардженто, Марко Беллокйо, Роберто Беніньї, Ліна Вертмюллер, Даміано Даміані, Жака Дере, Джима Джармуша, Ліліани Кавані, Маріо Монічеллі, Алана Паркера, Франческо Розі, Етторе Скола, Уго Тоньяцці, Нері Паренті, Антона Корбейна.

## Обрана фільмографія
| Рік  |    | Українська назва                   | Оригінальна назва                | Роль                   |
| ---- | -- | ---------------------------------- | -------------------------------- | ---------------------- |
| 1964 | ф  | Труп для сеньйори                  | Cadavere per signora             | Гедеон                 |
| 1965 | ф  | Мільйон доларів                    | La congiuntura                   |                        |
| 1965 | ф  | Супер Сім викликає Каїр            | Superseven chiama Cairo          | капітан Юм             |
| 1966 | ф  | Приємні ночі                       | Le piacevoli notti               | Посланець              |
| 1968 | ф  | Сім помножити на сім               | Sette volte sette                |                        |
| 1969 | ф  | Батько сімейства                   | Il padre di famiglia             | Геометра               |
| 1970 | ф  | Леді Барбара                       | Lady Barbara                     | Едвард                 |
| 1971 | ф  | Маддалена                          | Maddalena                        |                        |
| 1973 | ф  | Джордано Бруно                     | Giordano Bruno                   |                        |
| 1970 | ф  | Рік перший                         | Anno uno                         | Амендола               |
| 1974 | ф  | Міларепа                           | Milarepa                         | професор Беннет        |
| 1975 | ф  | Сало, або 120 днів Содому          | Salò o le 120 giornate di Sodoma | герцог                 |
| 1976 | ф  | Ясновельможні трупи                | Cadaveri eccellenti              | доктор Максія          |
| 1976 | ф  | Спадщина Феррамонті                | L'eredità Ferramonti             | Паоло Фурлін           |
| 1976 | ф  | Хто заспокоїв мою дружину?         | Cattivi pensieri                 | Антоніо Марані         |
| 1978 | ф  | Опівнічний експрес                 | Midnight Express                 | Ріфкі                  |
| 1979 | ф  | Христос зупинився в Еболі          | Cristo si è fermato a Eboli      | дон Луїджі Магалоне    |
| 1979 | ф  | Калігула                           | Caligula                         | Чареа                  |
| 1980 | ф  | Гра в чотири руки                  | Le Guignolo                      | Камаль                 |
| 1981 | ф  | Таємниця Обервальда                | Il mistero di Oberwald           |                        |
| 1984 | ф  | Генріх IV                          | Enrico IV                        | Белкреді               |
| 1985 | ф  | Д'Аннунціо                         | D'Annunzio                       | Ерколе Леоні           |
| 1986 | тф | Острів                             | Un'isola                         | Лето                   |
| 1987 | ф  | Ріміні, Ріміні                     | Rimini Rimini                    | інженер Педерчіні      |
| 1989 | ф  | Франциск                           | Francesco                        | батько Франциска       |
| 1990 | тф | Ленін: потяг                       | Il treno di Lenin                | Зінов'єв               |
| 1991 | ф  | Ніч на Землі                       | Night on Earth                   | пасажир-священик       |
| 1992 | ф  | Джонні-зубочистка                  | Johnny Stecchino                 | Д'Агата                |
| 1992 | ф  | Сподіваюся, що легко відкараскаюсь | Io speriamo che me la cavo       |                        |
| 1994 | ф  | Клон                               | Klon                             | професор Зіготе        |
| 1994 | ф  | Плюшевий ведмедик                  | L'Ours en peluche                | Новачек                |
| 1996 | ф  | Синдром Стендаля                   | La sindrome di Stendhal          | доктор Каванна         |
| 1999 | ф  | Брудна білизна                     | Panni sporchi                    | Амедео                 |
| 2002 | ф  | Пурпурова діва                     | Scarlet Diva                     | швейцарський журналіст |
| 2006 | ф  | Місія нездійсненна 3               | Mission: Impossible III          | монсиньйор             |
| 2010 | ф  | Американець                        | The American                     | панотець Бенедетто     |